# 東京都学生弓道連盟
東京都学生弓道連盟（とうきょうとがくせいきゅうどうれんめい）は東京都内に本部がある大学に所属する弓道部または弓道サークルが、各大学につき1団体のみ加盟して組織する団体で、主な活動内容は大会の主催である。

## 歴史
- 1924年 前身となる都下学生弓道連盟創設。
- 1953年 全日本学生弓道連盟発足に伴って規約の改正が必要となり、現在の名称になる。
- 1955年4月 正式に東京都学生弓道連盟創設。

当時の加盟校は、早稲田、慶應義塾、明治、立教、中央、日本、東京、一橋、國學院の9大学。

## 主な大会
- 全関東学生弓道選手権大会
- リーグ戦
- 百射会
- 新人戦
- 女子部リーグ戦
- 女子部記録会
- 女子部新人戦

## リーグ戦
毎年9月から10月にかけて行われるリーグ戦である。男子は1大学8人（4人2立）で160射、女子は1大学4人（4人1立）で80射し、合計的中数によって勝敗を決する。
各部の入れ替えは、I部最上位大学を除く各部最上位大学と、V部最下位大学を除く各部最下位大学による入れ替え戦によって行われる。そこで勝利した大学が上位部に昇格し、敗北した大学が下位部に降格するシステムである。したがって、上位部最下位大学が勝利し、下位部最上位大学が敗北した場合は両大学とも残留となり、入れ替えは行われない。
- リーグ戦のI部優勝大学は、全日本学生弓道王座決定戦の出場資格を得る。
- リーグ戦の的中率上位大学は、全国大学弓道選抜大会の出場資格を得る。なお、選出されるのは男子10大学、女子12大学である。
- リーグ戦の個人成績上位者は、東西学生弓道選抜対抗試合の出場資格を得る。なお、選出されるのは男子6人、女子5人である。